# Treppo Carnico
Treppo Carnico – miejscowość i gmina we Włoszech, w regionie Friuli-Wenecja Julijska, w prowincji Udine.
Według danych na rok 2004 gminę zamieszkiwało 660 osób, 36,7 os./km².
1 lutego 2018 nastąpiła likwidacja gminy, a Treppo Carnico wraz z Ligosullo utworzyły nową gminę Treppo Ligosullo.